# Carlos Chausson
Carlos Chausson (Zaragoza, 17 de marzo de 1950) es un cantante de ópera español, con voz de bajo-barítono. 
Chausson comenzó a estudiar música en Zaragoza, y canto en la Escuela Superior de Canto de Madrid, con la profesora Lola Rodríguez de Aragón. Completa sus estudios en los Estados Unidos, obteniendo un título Master of Music en la Universidad de Míchigan, debutando como Masetto en Don Giovanni en San Diego.
Se especializa principalmente en las óperas de Mozart, Donizetti, Offenbach y Rossini. A partir de 1977, trabaja en los principales teatros de ópera del mundo: Ópera de Boston, Metropolitan Opera House, Ópera Nacional de Washington, Wiener Staatsoper, Scala de Milán, Ópera Estatal de Baviera, Deutsche Oper de Berlín, Covent Garden Liceo de Barcelona, Teatro Campoamor, Teatro de la Zarzuela o Teatro Real. Particularmente, mantiene una especial relación con la Opernhaus de Zurich, en donde ha debutado gran parte de sus papeles más importantes, bajo la dirección de maestros como Franz Welser-Möst, Nikolaus Harnoncourt o Nello Santi.
Sus principales papeles son los del repertorio buffo italiano, como los de El barbero de Sevilla, La forza del destino, La Cenerentola, L'italiana in Algeri, Così fan tutte, Don Pasquale, La belle Héléne o Le nozze di Figaro. En esta última obra de Mozart, después de varios años interpretando el papel protagonista de Figaro, ha cosechado grandes éxitos con el del Bartolo, que ha interpretado en Zúrich, Madrid, Barcelona, Nueva York, Londres, Berlín, París, y, en 2015, en el Festival de Salzburgo. En el ámbito de la zarzuela es recordado por su participación en la recuperación en tiempos modernos de Gloria y peluca de Francisco Asenjo Barbieri, con la que se inauguró la temporada lírica 1983-84 del Teatro de la Zarzuela de Madrid.
En 2008 recibió el Premio Lírico Teatro Campoamor al mejor cantante masculino de ópera, por su papel en Il burbero di buon cuore, de Vicente Martín y Soler, en Madrid y Barcelona.
A finales de diciembre de 2024 le fue otorgada la Medalla de Oro al Mérito en las Bellas Artes aprobada por el Consejo de Ministros, a propuesta del ministro de Cultura español.